# Louis Dorléans
Louis Dorléans (quelquefois écrit Louis d'Orléans) né en 1542 et mort en 1629, est un ligueur et pamphlétaire politique français.

## Biographie
Né à Paris, il suit les cours de Jean Daurat, et devient avocat au succès modeste.
Il engage sa plume au service de la Ligue. En 1586, son pamphlet Avertissement des catholiques anglais aux Français catholiques connaît un grand succès.
En 1589, la Ligue le nomme avocat général, après qu'elle a arrêté les membres royalistes du parlement de Paris.
En 1591, il est marguillier de Saint-Nicolas-des-Champs. Fin 1591, il se déchaîne contre les Seize, à la suite du meurtre du président Brisson et de deux conseillers.
En 1594, son pamphlet Le Banquet ou apres-dinée du comte d'Arète, dans lequel il accuse le futur Henri IV d'insincérité dans son retour à la religion catholique, est si ordurier qu'il indispose même certains ligueurs. Quand Henri rentre à Paris, Dorléans est proscrit. Il se réfugie à Anvers pendant neuf ans.
En 1603, il retourne à Paris, mais est emprisonné, pour sédition, à la Conciergerie. Le roi le libère cependant au bout de trois mois, et se l'attache définitivement . Ses derniers écrit font ainsi l'apologie du roi.